# Warriors of the Deep
Warriors of the Deep (Los guerreros de la profundidad) es el primer serial de la 21ª temporada de la serie británica de ciencia ficción Doctor Who, emitido originalmente en cuatro episodios, dos por semana, del 5 al 13 de enero de 1984. En él regresaron los Silurians y los Demonios Marinos, ninguno de los cuales había aparecido desde la era del Tercer Doctor, a principios de los setenta.

## Argumento
La humanidad está dividida en dos bloques de superpoder. Uno de ellos ha creado una base secreta submarina, la Sea Base 4, que está posicionada estratégicamente y tiene armas nucleares apuntando al bloque opuesto. Como medida de seguridad, las armas de la base no se pueden activar a menos que un operador humano entrenado pueda "sincronizar" su mente con el ordenador y autorizar el lanzamiento. La tripulación de la base está dirigida por el comandante Vorshak y sus oficiales senior, Nilson, Bulic, el jefe de seguridad Preston y el teniente Michales, el operador de sincronizador de la base. Michaels ha sido asesinado antes del inicio de la historia, y como resultado, su aprendiz inexperto, el alférez Maddox, se ha visto obligado a asumir las responsabilidades de Michaels.
La historia comienza en el puente de mando de la base. Vorshack y Bulic se dan cuenta de que hay algo extraño en sus sensores de largo alcance, pero lo dejan pasar como algún fallo puntual. En la realidad, el "fallo" es una nave de batalla Silurian dirigida por Ichtar, el único superviviente de la Tríada Silurian, y sus subordinados, Tarpok y Scibus, que están monitorizando la Sea Base 4. Dentro de la TARDIS, Turlough ha cambiado de idea sobre irse a casa, y el Doctor planea enseñarle a Tegan algo del futuro de la Tierra. Mientras la TARDIS se materializa en el espacio, le ataca el Sentinel Six, un sistema de armas robóticas. En un abrir y cerrar de ojos, el Doctor logra salvar la TARDIS materializándola dentro de la Sea Base 4.
Sea Base 4 se somete a una carrera de misiles de práctica, pero Maddox, el operador de sincronización temporal, no está seguro de su habilidad en el trabajo. Cuando Maddox se desmaya después de la práctica, Vorshak comienza a darse cuenta de que la función de la base seguirá comprometida hasta que Maddox cumpla con sus deberes o se le asigne un reemplazo. El médico jefe de Nilson y la Base, el doctor Solow, que son agentes enemigos del bloque opuesto, planean programar a Maddox para que destruya el circuito de la computadora. Para hacer esto, le piden a Vorshak que libere el disco duplicado del programa de Maddox con el pretexto de ayudar al operador de sincronización a hacer frente a su trabajo. Vorshak lo hace, y Maddox está programado en la unidad de psicocirugía de la Base.
La presencia del Doctor en la Base del Mar se detecta cuando Turlough convoca un levantamiento. El Señor del Tiempo programa el reactor de la base para que se sobrecargue en un intento de evitar la captura. Esto falla, sin embargo, y los viajeros del tiempo son tomados prisioneros. Preston también encuentra la TARDIS.
Los Silurians reviven a los guerreros Sea Devil del Elite Group One y a su brillante comandante, Sauvix. Los Silurians y los Sea Devils lanzan un ataque en la base y el Doctor, reconociendo su nave en la pantalla del monitor, trata de advertir a Vorshak de que no los dispare. Vorshak lo ignora y, como resultado, las defensas de la Base son neutralizadas por el rayo de deflexión de los Silurianos. Los Silurianos luego envían al Myrka, un gran monstruo marino, que ataca a Airlock 1, y los Sea Devils, que asaltan a Airlock 5 de la base del mar.
Durante los ataques, Solow y Nilson activan a Maddox, quien manipula el equipo. Cuando el alférez Karina comienza a sospechar, Nilson hace que Maddox la mate.
El Myrka se abre camino en la base, atrapando temporalmente al Doctor y Tegan hasta que Turlough abra la compuerta interior para salvarlos. La criatura comienza a caminar hacia el puente, matando gente por electrocución. El doctor Solow se convierte en una de las víctimas de Myrka en su camino a una cápsula de escape cuando tontamente intenta involucrar a la criatura en un combate físico. El Doctor eventualmente destruye el Myrka usando un generador de luz ultravioleta.
Los Silurianos preparan un dispositivo llamado manipulador y se preparan para llegar a la base. Los Sea Devils rompen Airlock 5 y comienzan a empujar el puente, matando a cualquier tripulación que se interponga en su camino. El cómplice de Solow, Nilson, se revela como un traidor e intenta escapar tomando a Tegan como rehén. El Doctor lo ciega con el dispositivo ultravioleta, y un grupo de Sea Devils aparece y lo mata. El Doctor y Tegan son llevados como prisioneros al puente, que ahora está bajo el control de los Silurianos.
El Doctor reconoce a Icthar y lo confronta sobre la masacre de la tripulación de Sea Base 4. Icthar revela que su grupo tiene la intención de hacer que la humanidad se destruya desencadenando una guerra global. Deshacen el daño causado por el sabotaje de Maddox y conectan el manipulador a los sistemas.
El Doctor se escapa del puente e intenta encontrar algo para usar contra los reptiles. Él descubre algunos cilindros de gas de hexacromita, que es letal para toda la vida de los reptiles. Un Sea Devil descubre la presencia del Doctor e intenta dispararle. Echa de menos al Doctor y golpea uno de los contenedores de gas que rocía todo el guerrero. Como resultado, el guerrero comienza a disolverse.
Preston insta al Doctor a usar el gas en todos los Silurians y Sea Devils. El Doctor se niega rotundamente y acusa a Preston de defender el genocidio. El Doctor cambia de opinión cuando Turlough le recuerda lo que los Silurianos piensan hacer si lanzan los misiles. Cuando no puede encontrar nada menos letal, comienza a conectar los contenedores de gas a una bomba de aire central. El médico es descubierto por Sauvix antes de que pueda encender la bomba. Preston agarra un arma, pero es asesinado por Sauvix antes de ser rociado con gas y asesinado por Bulic. Mientras los Silurianos se preparan para disparar los misiles, el Doctor introduce el gas en el sistema de ventilación. Bulic se queda en la tienda de productos químicos para asegurarse de que el gas siga fluyendo, mientras el Doctor y sus acompañantes se dirigen al puente para tratar de detener a los Silurianos.
Los guerreros comienzan a colapsar por el gas y el Doctor les dice a Tegan y a Turlough que le den oxígeno a los Silurianos para mantenerlos con vida. El Doctor, que es ayudado por Vorshak, intenta detener los misiles uniéndose al equipo como el operador de sincronización. El Doctor tiene éxito, pero Vorshak es asesinado por Icthar. Entonces Icthar mismo es asesinado por Turlough y se acabó. El Doctor, sus compañeros y Bulic son los únicos sobrevivientes. El Doctor se desespera y simplemente dice: "Debería haber habido otra manera.

### Continuidad
Tanto los Silurians como los Demonios Marinos se refieren a sí mismos por esos nombres por primera vez. Anteriormente, esos nombres se los dieron los humanos. "Silurians" es incorrecto (no podían ser en la realidad de la etapa silúrica), y "Demonios Marinos" era una descripción que dio un hombre que se había vuelto loco al verlos. Ichtar es mencionado como el último superviviente de la "Triada Silúrica". Doctor Who and the Silurians mostraba a tres Silurians prominentes, aunque nunca se les mencionó como una triada en esa historia. Ichtar es supuestamente el "Científico Silurian" de Doctor Who and the Silurians. Los otros dos miembros de la triada eran el Viejo Silurian y el Joven Silurian, ambos muertos en el transcurso de aquella historia.
No se da ninguna explicación a la ausencia del acompañante Kamelion en esta historia. Warriors of the Deep es la última historia en la que el Quinto Doctor lleva su vestuario original, que había llevado desde el principio de la temporada 19. El Doctor deja su ropa en el episodio 2 cuando se disfraza de guardia de la Sea Base 4, y lleva el uniforme de guardia el resto de la historia. En la historia siguiente, The Awakening, el Doctor lleva una nueva versión del vestuario de jugador de cricket, que llevará el resto de su etapa, descartándola definitivamente en el primer episodio de The Twin Dilemma, última historia de la temporada 21 y primera del Sexto Doctor.

## Producción
| Episodio          | Fecha de emisión    | Duración | Espectadores en millones | Estado en el archivo  |
| ----------------- | ------------------- | -------- | ------------------------ | --------------------- |
| Episodio 1        | 5 de enero de 1984  | 24:48    | 7,6                      | Cinta original en PAL |
| Episodio 2        | 6 de enero de 1984  | 24:04    | 7,5                      | Cinta original en PAL |
| Episodio 3        | 12 de enero de 1984 | 24:02    | 7,3                      | Cinta original en PAL |
| Episodio 4        | 13 de enero de 1984 | 24:48    | 6,6                      | Cinta original en PAL |
| [ 1 ] [ 2 ] [ 3 ] |                     |          |                          |                       |

A principios de la producción de la historia, la primera ministra Margaret Thatcher anunció elecciones parlamentarias. Esto creó una repentina demanda de espacio en los estudios de la BBC, y como resultado, el programa de producción de la historia perdió dos semanas sin previo aviso. Se completó la producción, pero son evidentes los signos de su apresuración. Muchas escenas tuvieron poco o ningún ensayo, y muchas otras se hicieron en una sola toma. Quizás el mayor problema lo dio el vestuario de Myrka. Se completó sólo una hora más o menos antes de utilizarlo, así que los dos marionetistas en su interior no pudieron acostumbrarse y no tuvieron tiempo para ensayar. El vestuario olía muy fuerte a pintura y pegamento, lo que uno de los marionetistas dijo que le hizo sentir como si estuviera esnifando pegamento. La pintura del vestuario no se había secado para cuando empezó el rodaje, y tendía a pegarse en los decorados y en otras ropas, como se puede ver en varias escenas.
Muchos en el reparto y equipo de producción expresaron un sentido de decepción con la calidad del trabajo final. En los comentarios del DVD, el diseñador de efectos especiales Matt Irvine, el editor de guiones Eric Saward, Peter Davison y Janet Fielding hicieron muchas críticas de la dirección de Pennant Roberts y la producción de John Nathan-Turner, y también hicieron comentarios de los efectos especiales, decorados y otros problemas de producción (el Myrka causó un especial grado de diversión). Las escenas de Myrka en el episodio tres las usó más tarde el antiguo director de BBC One, Michael Grade, durante su aparición en el programa Room 101 como un ejemplo de por qué encontraba Doctor Who patética y la canceló. En una entrevista para los extras del DVD, el guionista Johnny Byrne pensó que la historia básica era bastante sólida y efectiva.
Esta fue la última historia televisada de Byrne para Doctor Who. Después envió un guion titulado The Guardians of Prophecy que era una secuela de The Keeper of Traken (1981), en la que el Sexto Doctor se enfrentaría a un diabólico inmortal con un ejército de Melkurs que amenazaban a los restos de la Unión Traken. Sin embargo, esa historia no llegó a nada. Johnny Byrne murió en abril de 2008.
Warriors of the Deep se grabó en cinta de una pulgada Tipo C, la primera historia de Doctor Who en ese formato.  La cinta Tipo C reemplazó a la cinta de dos pulgadas en Doctor Who y muchos otros programas. Fue durante la producción de esta historia que Peter Davison y Janet Fielding anunciaron que se marchaban de la serie. El productor John Nathan-Turner había ofrecido a Davison una cuarta temporada en el papel, pero temió que se encasillaría si se quedaba más de tres años en el programa.